# مارگرت فرس
مارگرت فرس (انگلیسی: Margaret Furse؛ ۱۸ فوریهٔ ۱۹۱۱ – ۸ ژوئیهٔ ۱۹۷۴) یک طراح صحنه و لباس اهل بریتانیا بود.